# Loimia savignyi
Loimia savignyi är en ringmaskart som beskrevs av McIntosh 1885. Loimia savignyi ingår i släktet Loimia och familjen Terebellidae. Utöver nominatformen finns också underarten L. s. trussanica.